# السعيد مصطفى
السعيد مصطفى (17 مارس 1939 - 23 نوفمبر 1994) هو مخرج مصري.

## حياته ونشأته
مواليد 17 مارس 1939، بالقاهرة.

## مسيرته
عمل مساعد مخرج بالستينيات، والسبعينيات من القرن العشرين، شارك في بعض المسلسلات التلفزيونية، وأخرج بعض الأعمال والتي منها
فيلم الغني والفقير، وأولاد حظ.
توفي في 23 نوفمبر 1994.

## أعماله[3]
الغني والفقير
1989 - فيلم
مخرج
أولاد حظ
1989 - فيلم
مخرج
عطشانة
1987 - فيلم
مخرج
فقراء ولكن سعداء
1986 - فيلم
مخرج
ممنوع في مدرسة البنات
1986 - فيلم
مخرج
الراقصة والطبال
1984 - فيلم
مخرج مساعد
المجهول
1984 - فيلم
مساعد مخرج
ممنوع للطلبة
1984 - فيلم
مخرج
المتشردان
1983 - فيلم
مخرج
نص أرنب
1983 - فيلم
مخرج مساعد
أشياء ضد القانون
1982 - فيلم
مخرج مساعد
لن أغفر أبدًا
1981 - فيلم
مخرج مساعد
الأقوياء
1980 - فيلم
مخرج مساعد
الشريدة
1980 - فيلم
مخرج مساعد
لست شيطانا ولا ملاكا
1980 - فيلم
مخرج مساعد
الشك يا حبيبي
1979 - فيلم
مخرج مساعد
الوليمة
1979 - مسلسل
مخرج مساعد
كرامتى
1979 - فيلم
مخرج مساعد
ولا يزال التحقيق مستمرا
1979 - فيلم
مساعد مخرج
المرأة الأخرى
1978 - فيلم
مخرج مساعد
المرأة هي المرأة
1978 - فيلم
مخرج مساعد
امرأة بلا قيد
1978 - فيلم
مخرج مساعد
أهلا يا كابتن
1978 - فيلم
مخرج مساعد
ليالي ياسمين
1978 - فيلم
مخرج مساعد
أفواه وأرانب
1977 - فيلم
مخرج مساعد
ألف بوسة وبوسة
1977 - فيلم
مساعد مخرج
مع حبي وأشواقي
1977 - فيلم
مخرج مساعد
عالم عيال عيال
1976 - فيلم
مخرج مساعد
أبدًا.. لن أعود
1975 - فيلم
مخرج مساعد
الرداء الأبيض
1975 - فيلم
مخرج مساعد
امرأتان
1975 - فيلم
مخرج مساعد
نغم في حياتي
1975 - فيلم
مخرج مساعد
أجمل أيام حياتي
1974 - فيلم
مخرج مساعد
أرملة ليلة الزفاف
1974 - فيلم
مخرج مساعد
امرأة سيئة السمعة
1973 - فيلم
مخرج مساعد
مدرسة المراهقين
1973 - فيلم
مخرج مساعد
أريد هذا الرجل
1972 - مسلسل - تمثيلية
مخرج مساعد
الشيطان والخريف
1972 - فيلم
مخرج مساعد
العاطفة والجسد
1972 - فيلم
مخرج مساعد
صور ممنوعة: القصة الأولى (ممنوع)
1972 - فيلم
مخرج مساعد
آدم والنساء
1971 - فيلم
مخرج مساعد
حسناء المطار
1971 - فيلم
مخرج مساعد
ساحرة
1971 - سهرة تليفزيونية
مخرج مساعد
السراب
1970 - فيلم
مخرج مساعد
ربع دستة اشرار
1970 - فيلم
مخرج مساعد
رحلة شهر العسل
1970 - فيلم
مخرج مساعد
٣ وجوه للحب
1969 - فيلم
مساعد مخرج - الوجه الثالث
أنا ومراتي والجو
1969 - فيلم
مخرج مساعد
حواء على الطريق
1968 - فيلم
مساعد مخرج
المخربون
1967 - فيلم
مخرج مساعد
العبيط
1966 - فيلم
مساعد مخرج أول
شياطين الليل
1966 - فيلم
مخرج مساعد
العقلاء الثلاثة
1965 - فيلم
مساعد مخرج
المشاغبون
1965 - فيلم
مخرج مساعد
العزاب الثلاثة
1964 - فيلم
مخرج مساعد
بنت عنتر
1964 - فيلم
مساعد مخرج ثان
مطلوب زوجة فورا
1964 - فيلم
مخرج مساعد
أميرة العرب
1963 - فيلم
مساعد مخرج
آخر فرصة
1962 - فيلم
مخرج مساعد
أنا الهارب
1962 - فيلم
مساعد مخرج
الحب كده
1961 - فيلم
مساعد مخرج
المراهق الكبير
1961 - فيلم
مساعد مخرج ثان
النصاب
1961 - فيلم
مساعد مخرج أول
جوز مراتي
1961 - فيلم
مخرج مساعد
دماء على النيل
1961 - فيلم
مساعد مخرج
عنتر بن شداد
1961 - فيلم
مساعد مخرج ثان
لا تذكريني
1961 - فيلم
مخرج مساعد
رجل بلا قلب
1960 - فيلم
مساعد مخرج
سكر هانم
1960 - فيلم
مساعد مخرج ثان
عمالقة البحار
1960 - فيلم
مخرج مساعد
العتبة الخضراء
1959 - فيلم
مخرج مساعد
سمراء سيناء
1959 - فيلم
مساعد مخرج ثان
فضيحة في الزمالك
1959 - فيلم
ملاحظ السيناريو
هدى
1959 - فيلم
مساعد مخرج ثان
أبو حديد
1958 - فيلم
ملاحظ السيناريو
سلطان
1958 - فيلم
ملاحظ السيناريو
سواق نص الليل
1958 - فيلم
مساعد مخرج
أنا وأمي
1957 - فيلم
مساعد مخرج
سجين أبو زعبل
1957 - فيلم
سكريبت
سيجارة وكاس
1955 - فيلم
سكريبت
بحبوح افندي
1954 - فيلم
مساعد مخرج ثان
ايفلين
0 - سهرة تليفزيونية
مساعد مخرج
انتاج (1)
فقراء ولكن سعداء
1986 - فيلم
منتج